# 愛情已成往事 (歌曲)
《愛情已成往事》（英語：Love Don't Live Here Anymore）是美國女歌手瑪丹娜在1984年重新詮釋的老歌，最初收錄於同年專輯《宛如處女》（英語：Like a Virgin）之中，當時並未成為主打歌，一直到1995年瑪丹娜推出精選輯《情難忘》（英語：Something to Remember）時，才以單曲的型式發行。〈愛情已成往事〉在美國單曲榜成績為第78名。

## 內容

### 歌曲簡介
〈愛情已成往事〉是瑪丹娜生平首支翻唱的歌曲，它最早是在1978年由蘿絲羅伊斯樂團（Rose Royce）所演唱，當時曾獲得告示牌單曲榜第32名的成績；而後也有多位歌手翻唱過，不過仍屬瑪丹娜在1984年翻唱的版本最廣為人知。〈愛情已成往事〉最早的版本是一首純黑人靈魂式歌曲，原編曲配樂和旋律較瑪丹娜的版本要來的活潑和高亢，瑪丹娜將整首歌曲改編的太拖沓和沉重，即使她很用力的放感情在唱，但顯然仍並不討好，音樂權威滾石雜誌（Rolling Stone）甚至直接批評說這首歌曲根本就不適合瑪丹娜。

### 收錄專輯
〈愛情已成往事〉最早收錄於瑪丹娜在1984年發行的《宛如處女》（英語：Like A Virgin）專輯當中，但當時並未推出單曲，一直到1995年唱片公司將這首歌重新混音收錄進《情難忘-瑪丹娜性感情歌精選輯》（英語：Something To Remember）中，才以單曲的型式推出。

### 商業成績
〈愛情已成往事〉是瑪丹娜所有單曲之中，從歌曲發表上市到推出單曲所經歷時間最長的，期間共歷經了12年。這首歌在1996年推出單曲時，歌迷對它並不感興趣，所以儘管唱片公司為了這首歌特地拍攝了音樂影片，但市場的冷淡反應依舊無法挽回它的頹勢。〈愛情已成往事〉在美國單曲榜最高成績僅獲得第78名，創下瑪丹娜單曲成績新低的紀錄，它甚至在瑪丹娜一向所向披靡的舞曲榜成績也慘跌，僅落得第16名。